# 天元塔
天元塔，位于中华人民共和国浙江省绍兴市诸暨市草塔镇，是浙江省省级文物保护单位之一。
2017年1月13日，天元塔被列入第七批浙江省文物保护单位，该文物保护单位是一座古建筑。